# Komitet Społeczny Rady Ministrów
Komitet Społeczny Rady Ministrów – organ pomocniczy Rady Ministrów i Prezesa Rady Ministrów, zajmujący się sprawami społecznymi, działający w latach 2017–2024

## Historia
Utworzony zarządzeniem Prezesa Rady Ministrów z 20 grudnia 2017, wydanym na mocy ustawy z dnia 8 sierpnia 1996 o Radzie Ministrów. Do jego głównych zadań należało inicjowanie i koordynowanie, a także dokonywanie analiz i ocen sytuacji prawnej przedsięwzięć służących poprawie sytuacji rodzin w Rzeczypospolitej Polskiej, wspieraniu aktywności zawodowej, edukacyjnej, kulturalnej i sportowo-rekreacyjnej, poprawianie dostępności poziomu usług socjalnych i opiekuńczych oraz sytuacji osób niepełnosprawnych i ich opiekunów oraz osób starszych, a także przygotowywanie programów i harmonogramów prac związanych z realizacją wyżej wymienionych zadań oraz wykonywanie innych zadań powierzonych przez Prezesa Rady Ministrów lub Radę Ministrów.
W latach 2017–2019 przewodniczącą komitetu była Wiceprezes Rady Ministrów Beata Szydło. W latach 2019–2023 funkcję tę sprawował Piotr Gliński. Od listopada 2023 funkcja przewodniczącego pozostawała nieobsadzona.
Zniesiony zarządzeniem Prezesa Rady Ministrów w marcu 2024.

## Skład Komitetu
W skład komitetu wchodzili:
- Przewodniczący Komitetu:
  - Wiceprezes Rady Ministrów Beata Szydło (20 grudnia 2017[4] – 3 czerwca 2019[7])
  - Wiceprezes Rady Ministrów Piotr Gliński (24 czerwca 2019[8] – 27 listopada 2023[9])
- Wiceprzewodniczący Komitetu – powoływany i odwoływany przez Prezesa Rady Ministrów na wniosek Przewodniczącego Komitetu:
  - Podsekretarz stanu w KPRM Rafał Bochenek (31 stycznia 2018[10] – 27 sierpnia 2019[11])
  - Minister środowiska Michał Woś (27 sierpnia 2019[12] – marzec 2021)
  - Sekretarz stanu w KPRM Piotr Mazurek (marzed 2021[13] – marzec 2023[14])

- Członkowie komitetu[15]
  - Minister Rozwoju, Pracy i Technologii
  - Minister Rodziny i Polityki Społecznej
  - Minister Edukacji i Nauki
  - Minister Finansów, Funduszy i Polityki Regionalnej
  - Minister Kultury, Dziedzictwa Narodowego i Sportu (do 24 czerwca 2019, od tej daty sekretarz lub podsekretarz stanu wyznaczony przez ministra[8])
  - Minister Spraw Wewnętrznych i Administracji
  - Minister Sprawiedliwości
  - Minister Zdrowia
  - Minister Rolnictwa i Rozwoju Wsi
  - Minister do spraw Unii Europejskiej
  - Minister-członek Rady Ministrów Michał Dworczyk (od 24 czerwca 2019[8])
  - Pełnomocnik Prezesa Rady Ministrów – Szef Centrum Analiz Strategicznych (od 24 czerwca 2019[8])
  - Przedstawiciel Komitetu do spraw Pożytku Publicznego (od 24 czerwca 2019[8])
  - Minister Klimatu i Środowiska (od 4 grudnia 2019[16])
  - Pełnomocnik Rządu ds. polityki młodzieżowej (od 22 lutego 2021)

Ministrowie wchodzący w skład Komitetu Społecznego Rady Ministrów mogli być reprezentowane przez wyznaczonego sekretarza albo podsekretarza stanu. Przewodniczący Komitetu mógł zapraszać do udziału w pracach z głosem doradczym inne osoby, niebędące członkami Komitetu. Jeżeli Prezes Rady Ministrów był obecny na posiedzeniu Komitetu, przewodniczy jego obradom.